# نیما ارکانی-حامد
نیما ارکانی-حامد فیزیکدان ایرانی-آمریکایی-کانادایی  در زمینه فیزیک ذره‌ای و نظریه ریسمان کاربردی است و در حال حاضر استاد تمام مؤسسه مطالعات پیشرفته است. در سال ۲۰۱۶، ارکانی-حامد دعوت چین را برای اداره‌کردن مرکز فیزیک انرژی بالای آینده پذیرفت. این مرکز قرار است بزرگترین شتاب دهنده ذرات جهان را بسازد.

## اوایل زندگی
پدر او (جعفرقلی ارکانی حامد) که خود نیز فیزیکدان اهل ایران (تبریز) و دانش آموختهٔ مؤسسه فناوری ماساچوست در سال ۱۹۶۹بوده، و بورسیه دولت ایران در حال حاضر استاد بازنشسته دانشگاه مک گیل کانادا در رشته ژئوفیزیک است. در آن زمان پدر نیما در هیوستون مشغول کار بر روی تحلیل ویژگی‌های فیزیکی ماه در چارچوب پروژه آپولو بود. حمیده الستی مادر و ساناز خواهر نیما ارکانی نیز فیزیکدان هستند. پدر ارکانی که هنگام انقلاب ۱۳۵۷ ایران در دانشگاه شریف کار می‌کرد و مدتی رئیس دانشکده فیزیک آن بود، به همراه ۱۴ همکار دیگر خود در نامه‌ای سرگشاده بسته شدن دانشگاه‌ها را محکوم کرد. امضا کنندگان آن نامه در فهرست سیاه قرار گرفته و به گفته جعفر ارکانی در صورت یافته شدن زندانی یا اعدام می‌شدند. او پنهان شد و نهایتاً با پرداخت ۵۰۰۰۰ دلار که سرمایه زندگیش بود به قاچاقچی‌ها به همراه خانواده اش در سال ۱۹۸۱ بر پشت اسب از مرز ترکیه از ایران گریختند و حین گذر از مرز گذرنامه هایشان را پاره کردند. قاچاقچی‌ها به دلیل عدم دریافت بخشی از پول آن‌ها را در میانه راه رها کردند. نیما که ده ساله بود تب ۱۰۷ درجه فارنهایتی گرفت و نمی‌توانست راه برود. جعفر از گروهی از عشایر کُرد که یکی از رهبران اپوزسیون کُردی در میانشان بود کمک گرفت و او اسب‌هایی برای نجات خانواده جعفر که در دره رها شده بودند، فرستاد.

## تحصیلات و تحقیقات
خانواده ارکانی حامد به کانادا مهاجرت کردند و او در آنجا دبیرستان را تمام کرد و برای تحصیل کارشناسی وارد دانشگاه تورنتو شد. نیما از دانشگاه تورنتو با نشان عالی در رشته‌های ریاضی و فیزیک فارغ‌التحصیل شد و سپس به دانشگاه کالیفرنیا برکلی رفت و تحصیلات خود را زیر نظر لاورنس هال دنبال کرد. نیما از ۱۴ سالگی در نظریه و قوانین نیوتون تحقیق کرده‌است. او دکترای خود را در سال ۱۹۹۷ دریافت کرد و به بخش SLAC در دانشگاه استانفورد به منظور ادامه تحصیل در پست دکتری رفت. در سال ۲۰۰۱ در دانشگاه پرآوازهٔ هاروارد، با هاوارد گئورگی و آندرو کهن به کار عملی به روی ذرات فوق‌العاده ریز پرداخت. تئوری HIGGS نتیجهٔ کشفیات او در این عرصه است. از سال ۲۰۰۲ تا ۲۰۰۸ او استاد ارشد دانشگاه هاروارد بوده‌است.

## جوایز و افتخارات
او در سال ۲۰۱۲ به دلیل کار بر روی هیگز کوچک موفق به دریافت جایزه فیزیک بنیادی از یوری میلنر میلیاردر روس ساکن آمریکا شد.
وی همچنین سی و دومین نفر در لیست صد نابغهٔ زندهٔ دنیا است.
نیما ارکانی حامد در سال ۲۰۰۵ برندهٔ جایزهٔ PHI BETA KAPPA از دانشگاه هاروارد برای تعلیمات عالی خود گردید
مدال گریبو از مؤسسه فیزیک اروپا (۲۰۰۳)
جایزهٔ ساکلر از دانشگاه تل‌آویو (۲۰۰۸)